# Carl Friedrich von Weizsäcker

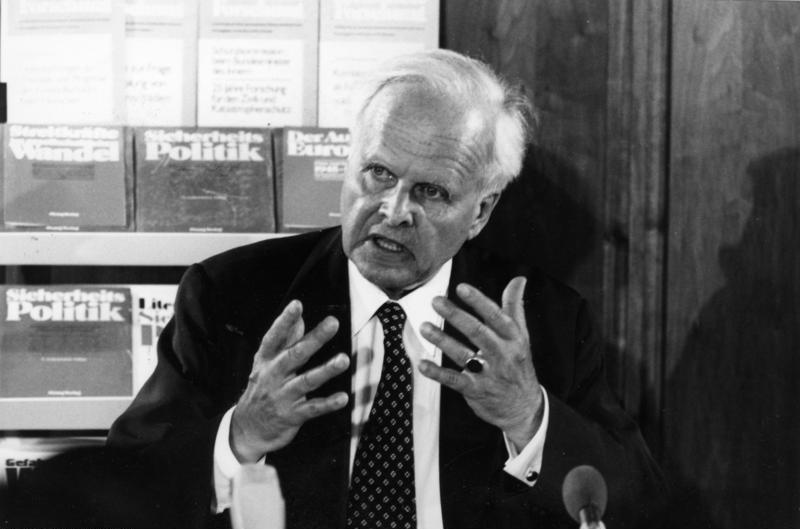
Carl Friedrich von Weizsäcker, 1983

Carl Friedrich Weizsäcker, ab 1916 Freiherr von Weizsäcker (* 28. Juni 1912 in Kiel; † 28. April 2007 in Söcking am Starnberger See), war ein deutscher Physiker, Philosoph und Friedensforscher.

## Leben

### Familie
Carl Friedrich Weizsäcker entstammt dem pfälzisch-württembergischen Geschlecht Weizsäcker. Seine Eltern waren Ernst von Weizsäcker (1882–1951) und Marianne von Graevenitz (1889–1983), Tochter des königlichen Generaladjutanten Friedrich von Graevenitz. Carl Friedrich hatte drei jüngere Geschwister, darunter den späteren Bundespräsidenten Richard von Weizsäcker. 1916 wurde Carl Friedrich Weizsäckers Großvater mit seiner ganzen Familie von König Wilhelm II. von Württemberg mit der Verleihung des erblichen Adels in den Freiherrnstand erhoben. Carl Friedrich Freiherr von Weizsäcker hat diesen Titel aber in der Öffentlichkeit nicht benutzt.
Am 30. März 1937 heiratete Weizsäcker die Schweizer Historikerin Gundalena Inez Eliza Ida Wille  (1908–2000), die Tochter des Oberstkorpskommandanten Ulrich Wille, die er 1934 bei ihrer Arbeit als Journalistin kennengelernt hatte. Gundalena Wille hatte bei Carl Jacob Burckhardt promoviert. Aus der Ehe gingen drei Söhne und eine Tochter hervor: Carl Christian (* 1938), Ernst Ulrich (* 1939), Elisabeth (* 1940) und Heinrich Wolfgang (* 1947). Weizsäcker hat zudem eine weitere Tochter, die Ärztin Dorothea Brenner, bei der er die letzten Jahre vor seinem Tode lebte.
| Ulrich Sigmund Robert Georges Wille (* 1877; † 1959) | Ulrich Sigmund Robert Georges Wille (* 1877; † 1959) | Ulrich Sigmund Robert Georges Wille (* 1877; † 1959) | Ulrich Sigmund Robert Georges Wille (* 1877; † 1959) | Ulrich Sigmund Robert Georges Wille (* 1877; † 1959) | Ulrich Sigmund Robert Georges Wille (* 1877; † 1959) |                                                 |                                                 | Inez Rieter (* 1879; † 1941) (erste Ehefrau)          | Inez Rieter (* 1879; † 1941) (erste Ehefrau)          | Inez Rieter (* 1879; † 1941) (erste Ehefrau)          | Inez Rieter (* 1879; † 1941) (erste Ehefrau)          | Inez Rieter (* 1879; † 1941) (erste Ehefrau)          | Inez Rieter (* 1879; † 1941) (erste Ehefrau)          |  |  | Ernst Heinrich Freiherr von Weizsäcker (* 1882; † 1951)      | Ernst Heinrich Freiherr von Weizsäcker (* 1882; † 1951)      | Ernst Heinrich Freiherr von Weizsäcker (* 1882; † 1951)      | Ernst Heinrich Freiherr von Weizsäcker (* 1882; † 1951)      | Ernst Heinrich Freiherr von Weizsäcker (* 1882; † 1951)      | Ernst Heinrich Freiherr von Weizsäcker (* 1882; † 1951)      |                                                         |                                                         | Marianne von Graevenitz (* 1889; † 1983)                | Marianne von Graevenitz (* 1889; † 1983)                | Marianne von Graevenitz (* 1889; † 1983)           | Marianne von Graevenitz (* 1889; † 1983)           | Marianne von Graevenitz (* 1889; † 1983)           | Marianne von Graevenitz (* 1889; † 1983)           |                                    |                                    |                                    |                                    |                                                                   |                                                                   |                                                                   |                                                                   |                                                                   |                                                                   |                                                          |                                                          |                                                          |                                                          |                                                          |                                                          |                                                       |                                                       |                                                       |                                                       |                                                       |                                                       |  |  |  |  |  |  |  |  |  |  |  |  |  |  |  |  |  |  |  |  |  |  |  |  |  |  |  |  |  |  |  |  |  |  |  |  |
| Ulrich Sigmund Robert Georges Wille (* 1877; † 1959) | Ulrich Sigmund Robert Georges Wille (* 1877; † 1959) | Ulrich Sigmund Robert Georges Wille (* 1877; † 1959) | Ulrich Sigmund Robert Georges Wille (* 1877; † 1959) | Ulrich Sigmund Robert Georges Wille (* 1877; † 1959) | Ulrich Sigmund Robert Georges Wille (* 1877; † 1959) |                                                 |                                                 | Inez Rieter (* 1879; † 1941) (erste Ehefrau)          | Inez Rieter (* 1879; † 1941) (erste Ehefrau)          | Inez Rieter (* 1879; † 1941) (erste Ehefrau)          | Inez Rieter (* 1879; † 1941) (erste Ehefrau)          | Inez Rieter (* 1879; † 1941) (erste Ehefrau)          | Inez Rieter (* 1879; † 1941) (erste Ehefrau)          |  |  | Ernst Heinrich Freiherr von Weizsäcker (* 1882; † 1951)      | Ernst Heinrich Freiherr von Weizsäcker (* 1882; † 1951)      | Ernst Heinrich Freiherr von Weizsäcker (* 1882; † 1951)      | Ernst Heinrich Freiherr von Weizsäcker (* 1882; † 1951)      | Ernst Heinrich Freiherr von Weizsäcker (* 1882; † 1951)      | Ernst Heinrich Freiherr von Weizsäcker (* 1882; † 1951)      |                                                         |                                                         | Marianne von Graevenitz (* 1889; † 1983)                | Marianne von Graevenitz (* 1889; † 1983)                | Marianne von Graevenitz (* 1889; † 1983)           | Marianne von Graevenitz (* 1889; † 1983)           | Marianne von Graevenitz (* 1889; † 1983)           | Marianne von Graevenitz (* 1889; † 1983)           |                                    |                                    |                                    |                                    |                                                                   |                                                                   |                                                                   |                                                                   |                                                                   |                                                                   |                                                          |                                                          |                                                          |                                                          |                                                          |                                                          |                                                       |                                                       |                                                       |                                                       |                                                       |                                                       |  |  |  |  |  |  |  |  |  |  |  |  |  |  |  |  |  |  |  |  |  |  |  |  |  |  |  |  |  |  |  |  |  |  |  |  |
|                                                      |                                                      |                                                      |                                                      |                                                      |                                                      |                                                 |                                                 |                                                       |                                                       |                                                       |                                                       |                                                       |                                                       |  |  |                                                              |                                                              |                                                              |                                                              |                                                              |                                                              |                                                         |                                                         |                                                         |                                                         |                                                    |                                                    |                                                    |                                                    |                                    |                                    |                                    |                                    |                                                                   |                                                                   |                                                                   |                                                                   |                                                                   |                                                                   |                                                          |                                                          |                                                          |                                                          |                                                          |                                                          |                                                       |                                                       |                                                       |                                                       |                                                       |                                                       |  |  |  |  |  |  |  |  |  |  |  |  |  |  |  |  |  |  |  |  |  |  |  |  |  |  |  |  |  |  |  |  |  |  |  |  |
|                                                      |                                                      |                                                      |                                                      |                                                      |                                                      |                                                 |                                                 |                                                       |                                                       |                                                       |                                                       |                                                       |                                                       |  |  |                                                              |                                                              |                                                              |                                                              |                                                              |                                                              |                                                         |                                                         |                                                         |                                                         |                                                    |                                                    |                                                    |                                                    |                                    |                                    |                                    |                                    |                                                                   |                                                                   |                                                                   |                                                                   |                                                                   |                                                                   |                                                          |                                                          |                                                          |                                                          |                                                          |                                                          |                                                       |                                                       |                                                       |                                                       |                                                       |                                                       |  |  |  |  |  |  |  |  |  |  |  |  |  |  |  |  |  |  |  |  |  |  |  |  |  |  |  |  |  |  |  |  |  |  |  |  |
|                                                      |                                                      |                                                      |                                                      |                                                      |                                                      |                                                 |                                                 |                                                       |                                                       |                                                       |                                                       |                                                       |                                                       |  |  |                                                              |                                                              |                                                              |                                                              |                                                              |                                                              |                                                         |                                                         |                                                         |                                                         |                                                    |                                                    |                                                    |                                                    |                                    |                                    |                                    |                                    |                                                                   |                                                                   |                                                                   |                                                                   |                                                                   |                                                                   |                                                          |                                                          |                                                          |                                                          |                                                          |                                                          |                                                       |                                                       |                                                       |                                                       |                                                       |                                                       |  |  |  |  |  |  |  |  |  |  |  |  |  |  |  |  |  |  |  |  |  |  |  |  |  |  |  |  |  |  |  |  |  |  |  |  |
|                                                      |                                                      |                                                      |                                                      | Gundalena Inez Eliza Ida Wille (* 1908; † 2000)      | Gundalena Inez Eliza Ida Wille (* 1908; † 2000)      | Gundalena Inez Eliza Ida Wille (* 1908; † 2000) | Gundalena Inez Eliza Ida Wille (* 1908; † 2000) | Gundalena Inez Eliza Ida Wille (* 1908; † 2000)       | Gundalena Inez Eliza Ida Wille (* 1908; † 2000)       |                                                       |                                                       |                                                       |                                                       |  |  |                                                              |                                                              |                                                              |                                                              | Carl Friedrich Freiherr von Weizsäcker (* 1912; † 2007)      | Carl Friedrich Freiherr von Weizsäcker (* 1912; † 2007)      | Carl Friedrich Freiherr von Weizsäcker (* 1912; † 2007) | Carl Friedrich Freiherr von Weizsäcker (* 1912; † 2007) | Carl Friedrich Freiherr von Weizsäcker (* 1912; † 2007) | Carl Friedrich Freiherr von Weizsäcker (* 1912; † 2007) |                                                    |                                                    | Ernst Viktor Weizsäcker (*/† 1915)                 | Ernst Viktor Weizsäcker (*/† 1915)                 | Ernst Viktor Weizsäcker (*/† 1915) | Ernst Viktor Weizsäcker (*/† 1915) | Ernst Viktor Weizsäcker (*/† 1915) | Ernst Viktor Weizsäcker (*/† 1915) | Adelheid Marianne Viktoria Freiin von Weizsäcker (* 1916; † 2004) | Adelheid Marianne Viktoria Freiin von Weizsäcker (* 1916; † 2004) | Adelheid Marianne Viktoria Freiin von Weizsäcker (* 1916; † 2004) | Adelheid Marianne Viktoria Freiin von Weizsäcker (* 1916; † 2004) | Adelheid Marianne Viktoria Freiin von Weizsäcker (* 1916; † 2004) | Adelheid Marianne Viktoria Freiin von Weizsäcker (* 1916; † 2004) | Heinrich Viktor Freiherr von Weizsäcker (* 1917; † 1939) | Heinrich Viktor Freiherr von Weizsäcker (* 1917; † 1939) | Heinrich Viktor Freiherr von Weizsäcker (* 1917; † 1939) | Heinrich Viktor Freiherr von Weizsäcker (* 1917; † 1939) | Heinrich Viktor Freiherr von Weizsäcker (* 1917; † 1939) | Heinrich Viktor Freiherr von Weizsäcker (* 1917; † 1939) | Richard Karl Freiherr von Weizsäcker (* 1920; † 2015) | Richard Karl Freiherr von Weizsäcker (* 1920; † 2015) | Richard Karl Freiherr von Weizsäcker (* 1920; † 2015) | Richard Karl Freiherr von Weizsäcker (* 1920; † 2015) | Richard Karl Freiherr von Weizsäcker (* 1920; † 2015) | Richard Karl Freiherr von Weizsäcker (* 1920; † 2015) |  |  |  |  |  |  |  |  |  |  |  |  |  |  |  |  |  |  |  |  |  |  |  |  |  |  |  |  |  |  |  |  |  |  |  |  |
|                                                      |                                                      |                                                      |                                                      | Gundalena Inez Eliza Ida Wille (* 1908; † 2000)      | Gundalena Inez Eliza Ida Wille (* 1908; † 2000)      | Gundalena Inez Eliza Ida Wille (* 1908; † 2000) | Gundalena Inez Eliza Ida Wille (* 1908; † 2000) | Gundalena Inez Eliza Ida Wille (* 1908; † 2000)       | Gundalena Inez Eliza Ida Wille (* 1908; † 2000)       |                                                       |                                                       |                                                       |                                                       |  |  |                                                              |                                                              |                                                              |                                                              | Carl Friedrich Freiherr von Weizsäcker (* 1912; † 2007)      | Carl Friedrich Freiherr von Weizsäcker (* 1912; † 2007)      | Carl Friedrich Freiherr von Weizsäcker (* 1912; † 2007) | Carl Friedrich Freiherr von Weizsäcker (* 1912; † 2007) | Carl Friedrich Freiherr von Weizsäcker (* 1912; † 2007) | Carl Friedrich Freiherr von Weizsäcker (* 1912; † 2007) |                                                    |                                                    | Ernst Viktor Weizsäcker (*/† 1915)                 | Ernst Viktor Weizsäcker (*/† 1915)                 | Ernst Viktor Weizsäcker (*/† 1915) | Ernst Viktor Weizsäcker (*/† 1915) | Ernst Viktor Weizsäcker (*/† 1915) | Ernst Viktor Weizsäcker (*/† 1915) | Adelheid Marianne Viktoria Freiin von Weizsäcker (* 1916; † 2004) | Adelheid Marianne Viktoria Freiin von Weizsäcker (* 1916; † 2004) | Adelheid Marianne Viktoria Freiin von Weizsäcker (* 1916; † 2004) | Adelheid Marianne Viktoria Freiin von Weizsäcker (* 1916; † 2004) | Adelheid Marianne Viktoria Freiin von Weizsäcker (* 1916; † 2004) | Adelheid Marianne Viktoria Freiin von Weizsäcker (* 1916; † 2004) | Heinrich Viktor Freiherr von Weizsäcker (* 1917; † 1939) | Heinrich Viktor Freiherr von Weizsäcker (* 1917; † 1939) | Heinrich Viktor Freiherr von Weizsäcker (* 1917; † 1939) | Heinrich Viktor Freiherr von Weizsäcker (* 1917; † 1939) | Heinrich Viktor Freiherr von Weizsäcker (* 1917; † 1939) | Heinrich Viktor Freiherr von Weizsäcker (* 1917; † 1939) | Richard Karl Freiherr von Weizsäcker (* 1920; † 2015) | Richard Karl Freiherr von Weizsäcker (* 1920; † 2015) | Richard Karl Freiherr von Weizsäcker (* 1920; † 2015) | Richard Karl Freiherr von Weizsäcker (* 1920; † 2015) | Richard Karl Freiherr von Weizsäcker (* 1920; † 2015) | Richard Karl Freiherr von Weizsäcker (* 1920; † 2015) |  |  |  |  |  |  |  |  |  |  |  |  |  |  |  |  |  |  |  |  |  |  |  |  |  |  |  |  |  |  |  |  |  |  |  |  |
|                                                      |                                                      |                                                      |                                                      |                                                      |                                                      |                                                 |                                                 |                                                       |                                                       |                                                       |                                                       |                                                       |                                                       |  |  |                                                              |                                                              |                                                              |                                                              |                                                              |                                                              |                                                         |                                                         |                                                         |                                                         |                                                    |                                                    |                                                    |                                                    |                                    |                                    |                                    |                                    |                                                                   |                                                                   |                                                                   |                                                                   |                                                                   |                                                                   |                                                          |                                                          |                                                          |                                                          |                                                          |                                                          |                                                       |                                                       |                                                       |                                                       |                                                       |                                                       |  |  |  |  |  |  |  |  |  |  |  |  |  |  |  |  |  |  |  |  |  |  |  |  |  |  |  |  |  |  |  |  |  |  |  |  |
|                                                      |                                                      |                                                      |                                                      |                                                      |                                                      |                                                 |                                                 |                                                       |                                                       |                                                       |                                                       |                                                       |                                                       |  |  |                                                              |                                                              |                                                              |                                                              |                                                              |                                                              |                                                         |                                                         |                                                         |                                                         |                                                    |                                                    |                                                    |                                                    |                                    |                                    |                                    |                                    |                                                                   |                                                                   |                                                                   |                                                                   |                                                                   |                                                                   |                                                          |                                                          |                                                          |                                                          |                                                          |                                                          |                                                       |                                                       |                                                       |                                                       |                                                       |                                                       |  |  |  |  |  |  |  |  |  |  |  |  |  |  |  |  |  |  |  |  |  |  |  |  |  |  |  |  |  |  |  |  |  |  |  |  |
|                                                      |                                                      |                                                      |                                                      |                                                      |                                                      |                                                 |                                                 |                                                       |                                                       |                                                       |                                                       |                                                       |                                                       |  |  |                                                              |                                                              |                                                              |                                                              |                                                              |                                                              |                                                         |                                                         |                                                         |                                                         |                                                    |                                                    |                                                    |                                                    |                                    |                                    |                                    |                                    |                                                                   |                                                                   |                                                                   |                                                                   |                                                                   |                                                                   |                                                          |                                                          |                                                          |                                                          |                                                          |                                                          |                                                       |                                                       |                                                       |                                                       |                                                       |                                                       |  |  |  |  |  |  |  |  |  |  |  |  |  |  |  |  |  |  |  |  |  |  |  |  |  |  |  |  |  |  |  |  |  |  |  |  |
| Carl Christian Freiherr von Weizsäcker (* 1938)      | Carl Christian Freiherr von Weizsäcker (* 1938)      | Carl Christian Freiherr von Weizsäcker (* 1938)      | Carl Christian Freiherr von Weizsäcker (* 1938)      | Carl Christian Freiherr von Weizsäcker (* 1938)      | Carl Christian Freiherr von Weizsäcker (* 1938)      |                                                 |                                                 | Ernst Ulrich Michael Freiherr von Weizsäcker (* 1939) | Ernst Ulrich Michael Freiherr von Weizsäcker (* 1939) | Ernst Ulrich Michael Freiherr von Weizsäcker (* 1939) | Ernst Ulrich Michael Freiherr von Weizsäcker (* 1939) | Ernst Ulrich Michael Freiherr von Weizsäcker (* 1939) | Ernst Ulrich Michael Freiherr von Weizsäcker (* 1939) |  |  | Bertha Elisabeth Raiser, geb. Freiin von Weizsäcker (* 1940) | Bertha Elisabeth Raiser, geb. Freiin von Weizsäcker (* 1940) | Bertha Elisabeth Raiser, geb. Freiin von Weizsäcker (* 1940) | Bertha Elisabeth Raiser, geb. Freiin von Weizsäcker (* 1940) | Bertha Elisabeth Raiser, geb. Freiin von Weizsäcker (* 1940) | Bertha Elisabeth Raiser, geb. Freiin von Weizsäcker (* 1940) |                                                         |                                                         | Heinrich Wolfgang Freiherr von Weizsäcker (* 1947)      | Heinrich Wolfgang Freiherr von Weizsäcker (* 1947)      | Heinrich Wolfgang Freiherr von Weizsäcker (* 1947) | Heinrich Wolfgang Freiherr von Weizsäcker (* 1947) | Heinrich Wolfgang Freiherr von Weizsäcker (* 1947) | Heinrich Wolfgang Freiherr von Weizsäcker (* 1947) |                                    |                                    | Dorothea Brenner (* 1953)          | Dorothea Brenner (* 1953)          | Dorothea Brenner (* 1953)                                         | Dorothea Brenner (* 1953)                                         | Dorothea Brenner (* 1953)                                         | Dorothea Brenner (* 1953)                                         |                                                                   |                                                                   |                                                          |                                                          |                                                          |                                                          |                                                          |                                                          |                                                       |                                                       |                                                       |                                                       |                                                       |                                                       |  |  |  |  |  |  |  |  |  |  |  |  |  |  |  |  |  |  |  |  |  |  |  |  |  |  |  |  |  |  |  |  |  |  |  |  |

### Schulzeit und Studium
Weizsäcker wuchs ab 1915 in Stuttgart, ab 1922 in Basel und ab 1925 in Kopenhagen, wo sein Vater Gesandtschaftsrat war, auf und machte 1929 das Abitur am Bismarck-Gymnasium in Berlin-Wilmersdorf. 1927 lernte er zuerst als Jugendlicher Werner Heisenberg in Kopenhagen kennen. Weizsäcker, der sich schon als Jugendlicher für Astronomie und philosophische Fragen interessiert, wählte auf den Rat Heisenbergs hin Physik als Studienfach, um zunächst konkrete Forschung zu betreiben, bevor er sich den schwierigen Fragen der Philosophie widmete.  Von 1929 bis 1933 studierte er Physik, Astronomie und Mathematik in Berlin (Sommersemester 1929), Göttingen (Sommer 1931, u. a. Max Born) und Leipzig (Wintersemester 1929/30 bis Wintersemester 1930/31, Wintersemester 1931/32 bis Sommer 1933), u. a. bei Werner Heisenberg, Friedrich Hund und Niels Bohr (den er zuerst Dezember 1931 in Kopenhagen in Begleitung von Heisenberg traf). Er promovierte 1933 bei Hund und Heisenberg in Leipzig mit einer Dissertation über die Ablenkung geladener Teilchen in einem Ferromagneten, was in Zusammenhang mit der damals in Leipzig aktuellen Forschung zur kosmischer Höhenstrahlung stand. Für Weizsäcker war die Dissertation nur eine Nebenarbeit, er hatte aber schon im April 1931 auf Anregung von Heisenberg eine Analyse des Heisenbergschen Gedankenexperiments zur Unschärferelation im Rahmen der damals von Heisenberg und Pauli entwickelten Quantenelektrodynamik durchgeführt, in Vorgriff der Arbeiten von Bohr selbst zur Erweiterung der Unschärferelation auf elektrodynamische Feldvariable, deren Veröffentlichung sich aber verzögerte.

### Berufsweg
Im September 1933 nahm er an einem internationalen Treffen von Physikern in Kopenhagen bei Bohr teil. Daraus entstand sein 1934 veröffentlichter Beitrag zur Weizsäcker-Williams-Methode für die Berechnung der Abbremsung schneller Elektronen in Materie, unabhängig von Evan James Williams, der auch in Kopenhagen anwesend war. 1934 wurde er Assistent von Heisenberg in Leipzig. Weizsäcker habilitierte sich im Juni 1936 in Leipzig über die Spinabhängigkeit von Kernkräften und trat im gleichen Jahr als wissenschaftlicher Mitarbeiter in das damalige Kaiser-Wilhelm-Institut für Physik in Berlin ein (vorher war er sechs Monate bei Lise Meitner am Kaiser-Wilhelm-Institut für Chemie in Berlin). 1937 wurde er Privatdozent an der Universität Berlin. In den Jahren 1939 bis 1942 arbeitete er am deutschen Uranprojekt (Uranverein). Anschließend hatte er bis 1944 den Lehrstuhl für theoretische Physik an der Reichsuniversität Straßburg inne. 1945 nahm er an den Reaktorexperimenten Heisenbergs in Hechingen und Haigerloch teil. Von April 1945 bis Januar 1946 war er mit Heisenberg und anderen deutschen Physikern im englischen Farm Hall interniert.
Ab 1946 leitete Weizsäcker eine Abteilung für theoretische Physik des Max-Planck-Instituts für Physik in Göttingen. Er war Honorarprofessor an der Georg-August-Universität Göttingen und wurde 1950 in die Akademie der Wissenschaften zu Göttingen aufgenommen. Zusammen mit Gerard Peter Kuiper arbeitete er an der Protoplanetaren Hypothese der Entstehung des Sonnensystems und an der Theorie der Turbulenz. 1957 war er Mitunterzeichner der Göttinger Erklärung gegen Atomwaffen.
Im Jahre 1957 wurde er auf einen Lehrstuhl für Philosophie der Universität Hamburg berufen. 1959 wurde er Mitglied der Leopoldina. Neben wissenschaftstheoretisch-physikalischen Fragen im Umkreis der Quantentheorie bearbeitete er anthropologische und auch schon politische Fragen.
1970 wurde für Weizsäcker das Starnberger Max-Planck-Institut zur Erforschung der Lebensbedingungen der wissenschaftlich-technischen Welt gegründet. Bis zu seiner Pensionierung im Jahre 1980 wurde das Institut von ihm gemeinsam mit dem Philosophen Jürgen Habermas geleitet. Außerdem war er ab 1970 Honorarprofessor an der Universität München und stand 1970 bis 1975 dem Beratungsgremium für Wissenschaft und Technik des Bundesforschungsministeriums vor.

## Wirken als Physiker

### Kernphysik
Als wissenschaftlicher Mitarbeiter des Kaiser-Wilhelm-Instituts für Physik beschäftigte sich von Weizsäcker in den 1930er Jahren mit der Bindungsenergie von Atomkernen (Bethe-Weizsäcker-Formel, Tröpfchenmodell; 1935) und den Kernprozessen, die im Inneren von Sternen Energie liefern (Bethe-Weizsäcker-Zyklus; 1937/1938). 1936 lieferte er die erste zutreffende Deutung von Kernisomeren als verschiedenen metastabilen Zuständen des Atomkerns. 1937 erschien in Leipzig sein Buch Die Atomkerne.

### Kerntechnik und Kernwaffen
Weizsäcker erkannte bereits vor Beginn des Zweiten Weltkriegs die Möglichkeit, Atombomben herzustellen. Er gehörte wie Heisenberg und Otto Hahn dem deutschen „Uranprojekt“ zur Erforschung der Kernspaltung an. Im Rahmen des Uranprojekts berichtete er beispielsweise an das Heereswaffenamt von der Möglichkeit der Energiegewinnung aus Uran-238. Das durch die Anlagerung eines Neutrons entstehende Element 239Pu – von ihm 239Eka-Re (Re: Rhenium) genannt und in heutiger Bezeichnung Neptunium entsprechend – könne „zum Bau sehr kleiner Maschinen“, „als Sprengstoff“ und „zur Umwandlung anderer Elemente“ genutzt werden. Damals hatte er wie die übrigen deutschen Kernphysiker keine genauere Kenntnis der Eigenschaften der Transurane. Vom Frühjahr 1941 ist ein Patententwurf Weizsäckers bekannt. Er enthält neben Ansprüchen auf Kernreaktoren ein „Verfahren zur explosiven Erzeugung von Energie und Neutronen“, das „in solcher Menge an einen Ort gebracht wird, z. B. in einer Bombe“. Dieser Entwurf wurde vom Patentamt aber nicht akzeptiert und innerhalb der Uranverein-Arbeitsgruppe am Kaiser-Wilhelm-Institut (unter anderem Karl Wirtz) überarbeitet und ausgeweitet. Die erweiterte Liste der Patentansprüche zu einer „Uranmaschine“ vom August 1941 gibt keinen Hinweis mehr auf eine Bombe. In dem Patentgesuch korrigierte er auch die Verwendung von Neptunium, nachdem ihm durch einen Aufsatz in Physical Review von Edwin McMillan und Philip Abelson über Neptunium von 1940, einer der letzten nicht geheimen Veröffentlichungen in den USA dazu, bekannt geworden war, dass das betreffende Isotop Neptunium 239 instabil ist und in das Element mit der Ordnungszahl 94 zerfällt (Eka-Osmium und später Plutonium genannt). Die Verwendung des Elements 94 war auch nach Karl Wirtz in seiner späteren Antwort an das Patentamt das wesentlich Neue im Patent. Wie Jeremy Bernstein bemerkte, war der Patent-Vorschlag sehr vage und zeigt insgesamt die fast völlige Unkenntnis der Eigenschaften von Plutonium, einschließlich Weizsäckers Annahme, die Trennung wäre chemisch einfach zu bewerkstelligen.
Wolf Schäfer hat in einer historischen Studie über Weizsäckers „Beiträge zum Dritten Reich und zur Bundesrepublik“ argumentiert, dass Weizsäcker „zwischen 1940 und 1941 den Bau einer Plutoniumbombe nicht nur befürwortete und anstrebte, sondern zu forcieren und mit seinem Namen zu verbinden suchte“. 1957 sagte Weizsäcker in einem Interview, illusionäre Hoffnungen auf politischen Einfluss hätten ihn damals bewegt, an der Erforschung von Nuklearwaffen zu arbeiten. „Nur durch göttliche Gnade“ sei er vor der Versuchung bewahrt worden, die deutsche Atombombe tatsächlich zu bauen. Diese Gnade habe darin bestanden, „dass es nicht gegangen ist“. Die deutsche Kriegswirtschaft habe die erforderlichen Ressourcen nicht bereitstellen können. Zu den wissenschaftlich-technischen Ambitionen der Gruppe sagte er: „Wir wollten wissen, ob Kettenreaktionen möglich wären. Einerlei, was wir mit Kenntnissen anfangen würden – wissen wollten wir es.“
Intention und tatsächliche Handlungen von Weizsäckers werden seit Jahrzehnten diskutiert. So begleitete Weizsäcker Heisenberg 1941 zu einem Treffen mit Niels Bohr in das damals von Deutschland besetzte Kopenhagen. Nach Weizsäckers eigenem späteren Bekunden sei es beiden darum gegangen, eine Physiker-Allianz zu schmieden, die über die Grenzen der Kriegsgegner hinweg den Bau von Atomwaffen verhindern sollte. Bohr interpretierte das Gespräch mit Heisenberg, das unter vier Augen eröffnet wurde, offenbar jedoch als Einladung zur Beteiligung am Bau einer deutschen Atomwaffe. Von Weizsäcker und Heisenberg verbreiteten dagegen beide bis zu ihrem Tod die Version, dass sie deren Entwicklung hätten verhindern wollen und dass Bohrs Interpretation auf einem Missverständnis beruht habe. Die Begegnung von Heisenberg und Bohr, insbesondere der umstrittene Inhalt des Gesprächs, sind Gegenstand eines zeitgenössischen Theaterstücks (Kopenhagen von Michael Frayn). Im deutschsprachigen Raum wurde u. a. die Verstrickung Weizsäckers in die Arbeiten zur deutschen Atombombe in dem 2009 erschienenen Roman Warten auf den Anruf von Birgit Rabisch thematisiert.
1945 gehörte von Weizsäcker zu den durch die Alliierten im Rahmen der Alsos-Mission in Farm Hall (Südengland) und später in Alswede internierten deutschen Wissenschaftlern. Ebenfalls interniert waren Otto Hahn, Max von Laue, Werner Heisenberg, Walther Gerlach, Erich Bagge, Horst Korsching, Kurt Diebner, Karl Wirtz und Paul Harteck.

### Interpretation der Quantenphysik
Über physikalische und  philosophische Aspekte der Quantentheorie arbeitete und publizierte v. Weizsäcker schon als 18-Jähriger. Die Ergebnisse seiner frühen Überlegungen erschienen zusammengefasst 1943 in Zum Weltbild der Physik (letzte geänderte Ausgabe 1957). Ein Schritt im Hintergrund war eine Arbeit zum Zweiten Hauptsatz der Thermodynamik (1939), die die besondere Rolle der Zeit für das Denken v. Weizsäckers klärte. 1954 stellte er drei Hypothesen auf, deren Ausarbeitung seine physikalische Arbeit der nächsten 30 Jahre bestimmte:
1. Der Kern der Quantentheorie ist eine nichtklassische Logik (Quantenlogik).
2. Die Anwendung dieser Logik auf ihre eigenen Aussagen definiert das Verfahren der sogenannten zweiten und mehrfachen Quantelung.
3. Die Anwendung dieses Verfahrens auf die formal einfachste mögliche Frage, die binäre Alternative, gibt eine quantentheoretische Erklärung der Dreidimensionalität des Ortsraums (sowie der relativistischen Raum-Zeit-Struktur und der relativistischen Quantenfeldtheorie) („Quantentheorie der Ur-Alternativen“).

Einen ersten Abschluss erreichte er 1958 zusammen mit Erhard Scheibe und Georg Süßmann. Insbesondere gelang es auf Grundlage dieser „Ur-Theorie“, die kräftefreie Quantenfeldtheorie axiomatisch zu rekonstruieren. Über zehn Jahre vergingen danach, ehe mit der Aufsatzsammlung Die Einheit der Natur (1971) ein „Zwischenbericht“ der Fortschritte vorgelegt wurde. Hier führt er die Idee weiter, die Quantenphysik axiomatisch aus der Unterscheidung empirisch entscheidbarer „Ur-Alternativen“ aufzubauen. Insgesamt wurden von v. Weizsäcker bzw. den Mitgliedern seiner Arbeitsgruppe vier Rekonstruktionen der abstrakten Quantentheorie entwickelt, u. a. von Michael Drieschner. Thomas Görnitz gelang es 1988, Weizsäckers Abschätzung über die Größenordnung der Ure eines Protons (ein Proton  sind 1040 Ure) über die Bekenstein-Hawking-Entropie (Schwarzes Loch) mit der etablierten Physik zu verbinden.
Nach v. Weizsäckers Emeritierung entstanden die beiden eng aufeinander bezogenen Hauptwerke Aufbau der Physik und Zeit und Wissen.

### Sonstiges
1943 entwickelte Weizsäcker eine Theorie der Planetenentstehung und begann sich mit Kosmogonie zu befassen. Dabei entwickelte er auch zum Teil mit Werner Heisenberg (ab 1945) eine Theorie der voll ausgebildeten, homogenen Turbulenz, was unabhängig und etwa gleichzeitig auch Andrei Kolmogorow (1941) und Lars Onsager eruierten.

## Politisches Wirken

### Politische Haltung in der Zeit des Nationalsozialismus
Nach eigener Aussage begegnete Weizsäcker der nationalsozialistischen Herrschaft mit „widerstrebendem Konformismus“. Er sei mit einem „unverdient sauberen Fragebogen“ aus deren Herrschaft herausgekommen. Nach Angaben seiner Frau wusste das Ehepaar v. Weizsäcker über seinen Bruder Richard von dem bevorstehenden Attentat auf Hitler, das schließlich am 20. Juli 1944 stattfand. Unter anderem vor dem Hintergrund der eigenen Verstrickungen in die Entwicklung einer deutschen Atombombe rückte nach dem Krieg die Beschäftigung mit Fragen der Verantwortung und Ethik in den Naturwissenschaften sowie politisches Engagement stärker in den Vordergrund. Schäfer hat auf die Nähe Weizsäckers zu Martin Heidegger hingewiesen und nahegelegt, dass Heidegger und Weizsäcker die Hoffnung auf einen besseren („utopischen“) Nationalsozialismus teilten.

### Die Göttinger Achtzehn
1947/48 nahm Weizsäcker an Treffen der Gesellschaft Imshausen teil, die über eine Erneuerung Deutschlands beriet. Als 1956/57 die Aufrüstung der Bundeswehr mit taktischen Atomwaffen geplant war, initiierte und formulierte er 1957 mit Otto Hahn und anderen Kernforschern das aufsehenerregende Manifest der Göttinger Achtzehn. Der damalige Atom- und dann Verteidigungsminister Franz Josef Strauß hatte diese Frage bewusst offengelassen und der damalige Bundeskanzler Konrad Adenauer die Ausrüstung mit taktischen Atomwaffen öffentlich befürwortet. 1961 initiierte Weizsäcker mit dem Tübinger Memorandum ein weiteres Manifest, in dem er sich mit anderen evangelischen Wissenschaftlern und Prominenten gegen atomare Aufrüstung und für eine Anerkennung der Oder-Neiße-Grenze aussprach. In dessen Erläuterung tauchte auch erstmals das später von Willy Brandt aufgenommene und im Ursprung diesem zugeschriebene Motto „Mehr Demokratie wagen“ auf.

### VDW und DED
Weizsäcker leitete von 1964 bis 1970 die in Hamburg ansässige Forschungsstelle der Vereinigung Deutscher Wissenschaftler (VDW), die von Mitgliedern der Göttinger Achtzehn gegründet worden war. Erarbeitet wurden dort Studien zur „Ernährungslage in der Welt“ und „Kriegsfolgen und Kriegsverhütung“ (siehe gleichnamiges Buch unter „Werke“). In „Kriegsfolgen und Kriegsverhütung“ werden die Folgen eines möglichen Atomkriegs in Deutschland erstmals in einer frei zugänglichen Arbeit detailliert abgeschätzt. Weiterhin werden die Eskalationsgefahren der damaligen Militär- und Abschreckungsstrategien von Warschauer Pakt und NATO dargestellt. Aus dem Erfordernis, „mit der Bombe“ leben zu müssen, entwickelte Weizsäcker praktisch-philosophische Ansätze einer „Weltinnenpolitik“.
Weizsäcker saß von 1969 bis 1974 dem Verwaltungsrat des Deutschen Entwicklungsdienstes vor. Ende der 1960er Jahre kam es im Rahmen einer Dienstreise für den DED zu einer Begegnung mit dem indischen Pandit Gopi Krishna, die zur Gründung der „Forschungsgesellschaft für westliche Wissenschaft und östliche Weisheit“ führte. Die Forschungsgesellschaft organisierte regelmäßige Veröffentlichungen und Treffen über damals noch wenig in der Öffentlichkeit behandelte Themen wie östliche Mystik und deren Verhältnis zu westlichen Rationalitätsvorstellungen.
Nachdem sich Mitte der 1950er Jahre die ersten Pugwash-Gruppen bildeten entstand auch mit Gründung der VDW eine deutsche Pugwash-Gruppe und von Weizsäcker war 1958 der erste deutsche Wissenschaftler auf einer Pugwash-Konferenz.
Im Jahr 1969 reiste Weizsäcker durch Indien und hatte im Aschram von Sri Ramana Maharshi in Tiruvannamalai ein spirituelles Erlebnis, in dem „alle Fragen beantwortet waren“ und dessen Substanz nach eigenen Worten immer bei ihm war.

### MPI Starnberg
An das für ihn gegründete Starnberger Max-Planck-Institut zur Erforschung der Lebensbedingungen der wissenschaftlich-technischen Welt  wechselte Weizsäcker 1970 zusammen mit mehreren Mitarbeitern der Forschungsstelle des VDW, die an der Studie zu Kriegsfolgen und Kriegsverhütung arbeiteten. Zu den Starnberger Mitarbeitern gehörten Horst Afheldt, Gernot Böhme, Wolfgang van den Daele, Wolfgang Krohn, Utz-Peter Reich, Wolf Schäfer, und Philipp Sonntag. Themen wie die Entwicklung der Naturwissenschaften, die Gefahr eines Atomkrieges, die Umweltzerstörung und der Nord-Süd-Konflikt standen im Mittelpunkt der Forschungen, die versuchten, sich jenseits der Tagespolitik zu halten.

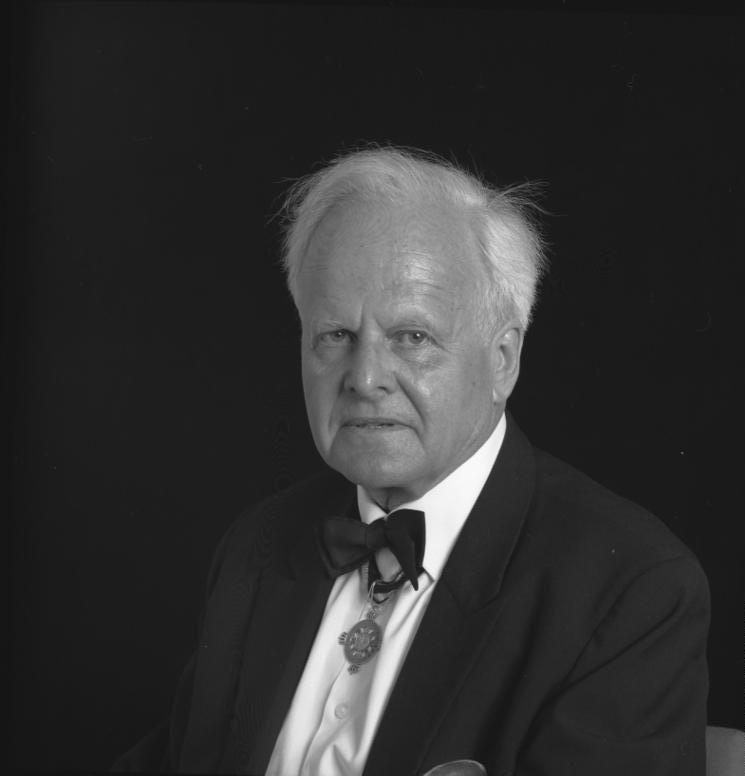
Carl Friedrich von Weizsäcker, 1982

### Christlicher Pazifismus
Nach seiner Emeritierung 1980 vertrat der evangelische Christ Weizsäcker als Vortragsreisender und Autor einen „radikalen Pazifismus als das christlich einzig Mögliche“. Er rief zu einer Weltversammlung der Christen auf und ordnete in zahlreichen Büchern seine Wahrnehmung der Neuzeit (Buchtitel). In den Büchern äußert sich ein immer stärker religiös – jedoch nicht traditionell christlich – werdendes Bemühen, die Einheit einer Welt anzustreben, die in egoistische Interessen und widerstreitende Kulturen auseinanderzufallen droht. Wissenschaft und politische Moral sind nach seiner Ansicht im Zeitalter der Atombombe, der Informationstechnik und der Genmanipulation untrennbar miteinander verbunden. Sie ruhen für ihn auf dem „Quellgrund religiöser Erfahrung“: „Nicht Optimismus, aber Hoffnung habe ich zu bieten.“ Eines der Werke dieser Schaffensperiode trägt den Titel Bewußtseinswandel.
Seit Beginn der 1980er Jahre wandte er sich zudem wieder verstärkt seinen physikalisch-philosophischen Interessen zu (siehe Abschnitt Wirken als Physiker).
In den 1980er und 1990er Jahren traf er mehrmals mit Tendzin Gyatsho, dem 14. Dalai Lama, zusammen. Im Gedankenaustausch erkannten der Physiker und der Buddhist deutliche Parallelen zwischen den beiden Lehren, und er wurde von beiden als sehr fruchtbar betrachtet.

### Haltung zur atomaren Wiederaufarbeitung
1988 beim Erörterungstermin über die atomare Wiederaufarbeitungsanlage Wackersdorf (WAA) im bayerischen Neunburg vorm Wald erklärte Weizsäcker den Bau der WAA für rechtlich nicht vertretbar, da die Anlage nicht gegen potentielle kriegerische oder staatsterroristische Einwirkungen geschützt war. Er widersprach damit dem Bayerischen Umweltministerium, das mögliche Kriegsgefahren als vernachlässigbares Restrisiko einstufte.
Als Atomkraftbefürworter lehnte er die WAA zwar wegen mangelnden Schutzes gegen Kriegseinwirkung ab, hielt jedoch prinzipiell eine WAA, z. B. wenn sie unterirdisch betrieben würde, für erstrebenswert.
Noch 1969 schrieb Weizsäcker zum Problem der Atommüllentsorgung: „Dieses ist (…) überhaupt kein Problem. (…) Ich habe mir in Karlsruhe sagen lassen, dass der gesamte Atommüll, der in der Bundesrepublik im Jahr 2000 vorhanden sein wird, in einen Kasten hineinginge, der ein Kubus von 20 m Seitenlänge ist.“

## Ehrungen und Auszeichnungen

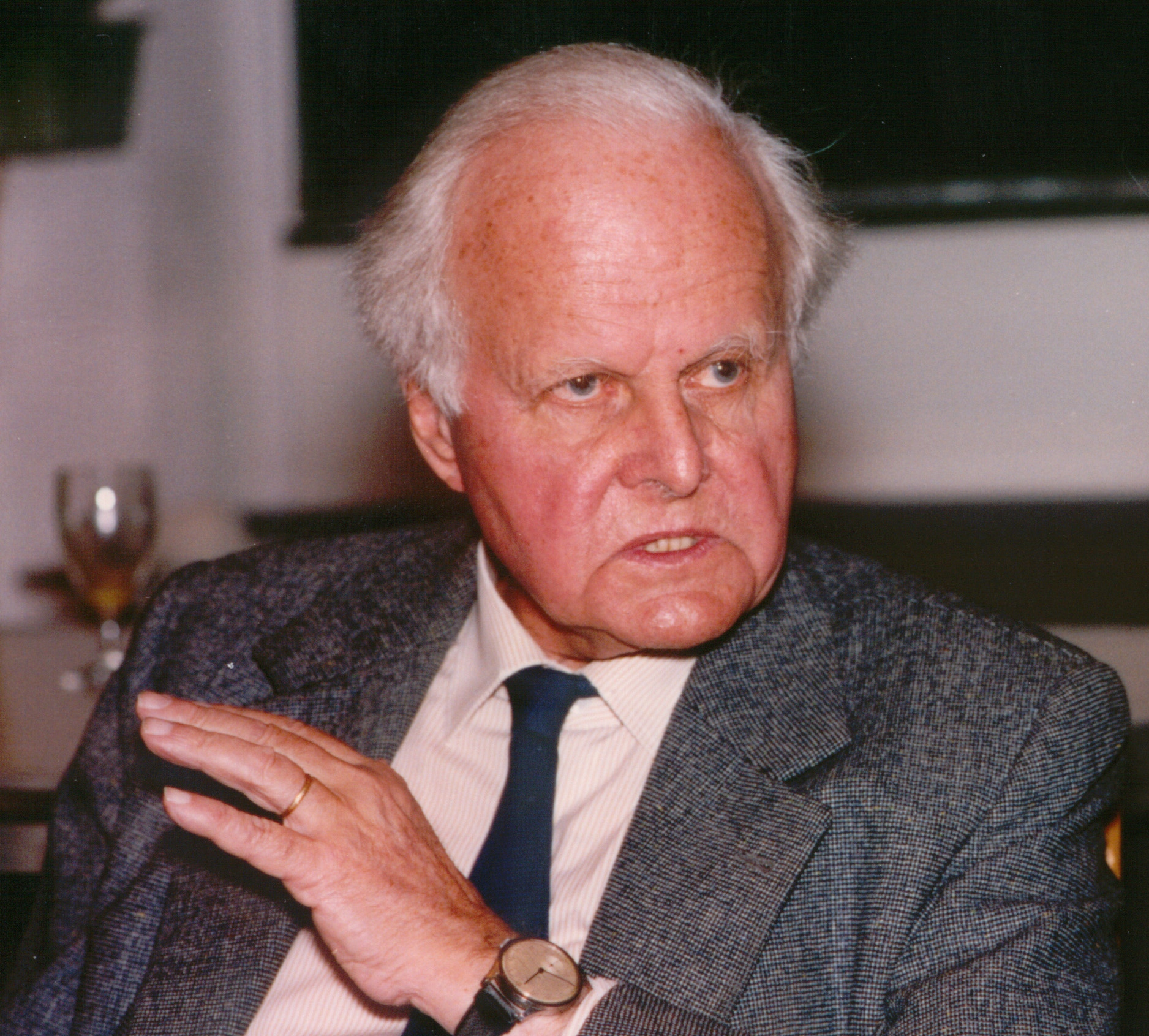
Carl Friedrich von Weizsäcker, 1993

1957 wurde Weizsäcker die Max-Planck-Medaille verliehen. 1961 erfolgte seine Aufnahme in den Orden Pour le Mérite für Wissenschaften und Künste. 1963 mit dem Friedenspreis des Deutschen Buchhandels ausgezeichnet. 1970 erhielt er das Österreichische Ehrenzeichen für Wissenschaft und Kunst, 1973 das Große Verdienstkreuz mit Stern und Schulterband der Bundesrepublik Deutschland, 1982 die Verdienst-Medaille der Leopoldina und 1980 den Ernst-Hellmut-Vits-Preis der Westfälischen Wilhelms-Universität in Münster (Westfalen) und 1983 den Heinrich-Heine-Preis der Stadt Düsseldorf. Am 18. Januar 1985 wurde Carl Friedrich von Weizsäcker zum Ehrenbürger der Stadt Starnberg ernannt. 1988 wurde er mit dem Sigmund-Freud-Preis für wissenschaftliche Prosa ausgezeichnet und im folgenden Jahr 1989 mit dem hoch dotierten Templeton-Preis für „Progress in Religion“. Ebenfalls im Jahr 1989 erhielt er „für seine weltweit anerkannten, vielfältigen und engagierten Beiträge zu den Menschheitsthemen: Frieden – Gerechtigkeit – Bewahrung der Schöpfung“ (Konziliarer Prozess) den Theodor-Heuss-Preis. Für seine Arbeiten zur Energieerzeugung in Sternen wurde er insgesamt vier Mal für den Physiknobelpreis nominiert.
Weiterhin war Weizsäcker Träger des Goethepreises der Stadt Frankfurt (1958), des Prix Arnold Reymond der Universität Lausanne (1964), des Erasmuspreises der Stadt Rotterdam (1969), des Hansischen Goethe-Preises und des Karl-IV.-Preises der Stadt und Universität Prag.
Carl Friedrich von Weizsäcker wurden folgende Ehrendoktorwürden verliehen:
- Rechtswissenschaften: Vrije Universiteit Amsterdam, University of Alberta, University of Aberdeen
- Theologie: Universität Tübingen (Fakultät für Katholische Theologie 1977), Universität Basel
- Naturwissenschaften: Karl-Marx-Universität, Leipzig (1987)
- Philosophie: TU Berlin (1987), RWTH Aachen

Er war Mitglied der Max-Planck-Gesellschaft zur Förderung der Wissenschaften, der Deutschen Akademie der Naturforscher Leopoldina, der Göttinger Akademie der Wissenschaften, der Sächsischen Akademie der Wissenschaften, der Österreichischen Akademie der Wissenschaften, der Bayerischen Akademie der Wissenschaften, der Bayerischen Akademie der Schönen Künste, der Deutschen Physikalischen Gesellschaft, der Académie des Sciences Morales et Politiques, der American Physical Society, der American Academy of Arts and Sciences, der Friedensklasse des Pour le Mérite, der Kroatischen Akademie der Wissenschaften und Künste, der Deutschen Akademie für Sprache und Dichtung, der Joachim-Jungius-Gesellschaft der Wissenschaften e. V. und des Hamburg Institut für die Wissenschaften vom Menschen.
Von 1959 bis 1969 gehörte er dem Beirat der Friedrich-Naumann-Stiftung an.
Heisenberg schlug ihn 1964 für den Nobelpreis vor (und Georg Süßmann 1965).
1979 lehnte Weizsäcker die von Willy Brandt vorgeschlagene Kandidatur zum Bundespräsidenten ab. Sein Bruder Richard war von 1984 bis 1994 deutscher Bundespräsident.
Inzwischen sind zwei Gymnasien, in Ratingen und in Barmstedt, nach Carl Friedrich von Weizsäcker benannt worden.
Der Stifterverband für die deutsche Wissenschaft verleiht seit 2009 zusammen mit der Leopoldina alle zwei Jahre den mit 50.000 € dotierten Carl-Friedrich-von-Weizsäcker-Preis für „herausragende wissenschaftliche Beiträge zur Bearbeitung gesellschaftlich wichtiger Probleme“.
Es gibt eine Carl-Friedrich von Weizsäcker-Stiftung, die Wissen und Verantwortung – Carl Friedrich von Weizsäcker-Gesellschaft e. V., das Carl Friedrich von Weizsäcker-Zentrum für Naturwissenschaft und Friedensforschung (ZNF) an der Universität Hamburg (Nachfolger der von Weizsäcker gegründeten Forschungsstelle der Vereinigung Deutscher Wissenschaftler, VDW) und das Carl Friedrich von Weizsäcker Zentrum der Universität Tübingen.
Ein 1991 entdeckter Asteroid erhielt den Namen (13531) Weizsäcker.

## Sonstiges
Georg Picht, der die Laudatio auf Weizsäcker für den Friedenspreis des Deutschen Buchhandels hielt, war seit seiner Jugend (erstes Treffen 1924) ein enger Freund von Weizsäcker (und ein Vetter 2. Grades).

## Veröffentlichungen (Auswahl)

### Einzelne Veröffentlichungen (Auswahl)
Titel chronologisch nach Erstveröffentlichung:
vor 1940
- Ortsbestimmung eines Elektrons durch ein Mikroskop, In: Zeitschrift für Physik Bd. 70, 1931, 114–130, bei Springer
- Die Atomkerne – Grundlagen und Anwendungen ihrer Theorie. Akademische Verlagsgesellschaft, Leipzig 1937.

1940–1949
- Vom Rätsel der Sterne, in: Oberkommando der Wehrmacht (Hrsg.): Soldatenblätter für Feier und Freizeit, Okt. 1940, S. 313–315
- Die moderne Atomlehre und die Philosophie. In: Die Chemie (Angewandte Chemie, neue Folge), 1942, ISSN 1521-3757, 55 (13/14), S. 99–104 und 55 (15/16), S. 121–126.
- Zum Weltbild der Physik. Hirzel, Leipzig/Stuttgart 1943.
  - 14. erweiterte Auflage. Stuttgart, Leipzig 2002, ISBN 3-7776-1209-X.
- Die Unendlichkeit der Welt – Eine Studie über das Symbolische in der Naturwissenschaft. In: Die Chemie (Angewandte Chemie, neue Folge), 1944, 57 (1/2), S. 1–6 und 57 (3/4), S. 17–22.
- Die Geschichte der Natur. Zwölf Vorlesungen (gehalten in Göttingen 1946), Hirzel, Leipzig/Stuttgart/Zürich 1948; Neuauflage Hirzel, Stuttgart 2006, ISBN 3-7776-1398-3.
  - 8. (= letzte) Auflage: Vandenhoeck & Ruprecht, Göttingen 1979, ISBN 3-525-33101-0.
- Der begriffliche Aufbau der theoretischen Physik. Vorlesung vom Sommersemester 1948, Typoskript, Göttingen 1948.
  - Neuausgabe: Hirzel, Stuttgart 2004, ISBN 3-7776-1256-1.

1950–1959
- mit Johannes Juilfs: Physik der Gegenwart. 2. Auflage. 1952.
- Die Verantwortung der Wissenschaft im Atomzeitalter. Zwei Vorlesungen (gehalten in Bonn 1957 bzw. Göttingen 1956/1957). Vandenhoeck & Ruprecht, Göttingen 1957; 6. Auflage ebenda 1978 (= Kleine Vandenhoeck-Reihe. Band 1142).
- Atomenergie und Atomzeitalter. Zwölf Vorlesungen (gehalten in Göttingen 1956/57 und im Dritten Programm des NDR), Fischer Bücherei, Frankfurt am Main 1957. Nachdruck 2016, ISBN 978-3-596-31418-8.
- Mit der Bombe leben. Die gegenwärtigen Aussichten einer Begrenzung der Gefahr eines Atomkrieges. Sonderdruck Die Zeit, Hamburg 1958, DNB 455443939.

1960–1969
- Die Bedingungen des Friedens. Rede anlässlich der Verleihung des Friedenspreises des Deutschen Buchhandels, mit der Laudatio von Georg Picht. Vandenhoeck & Ruprecht, Göttingen 1963.
- Die Tragweite der Wissenschaft. Erster Band: Schöpfung und Weltentstehung. Die Geschichte zweier Begriffe. Hirzel, Stuttgart 1964.
  - (stark) ergänzte Neuauflage 1990 (7. Auflage 2006), ISBN 3-7776-1401-7.

1970–1979
- (als Hrsg.): Kriegsfolgen und Kriegsverhütung. Hanser, München 1970, ISBN 3-446-11081-X.
- Platonische Naturwissenschaft im Laufe der Geschichte, Göttingen 1971 (Vandenhoeck & Ruprecht)
- Die Einheit der Natur. Studien, Hanser, München 1971, ISBN 3-446-11386-X.
  - als Taschenbuch: Hanser, München 1971, ISBN 3-446-11479-3.
  - als Taschenbuch: dtv, München 1974, ISBN 3-423-10012-5.
- Biologische Basis religiöser Erfahrung (mit Gopi Krishna), Otto Wilhelm Barth, Weilheim 1971, ISBN 3-87041-250-X.
- Wege in der Gefahr. Eine Studie über Wirtschaft, Gesellschaft und Kriegsverhütung, Hanser, München 1976, ISBN 3-446-12286-9.
  - als Taschenbuch: dtv, München 1979, ISBN 3-423-30305-0.
- Der Garten des Menschlichen. Beiträge zur geschichtlichen Anthropologie, Hanser, München 1977, ISBN 3-446-12423-3.
  - als Taschenbuch: Fischer, Frankfurt am Main 1980, ISBN 3-596-26543-6.
- Deutlichkeit: Beiträge zu politischen und religiösen Gegenwartsfragen. Hanser, München 1978/1979, ISBN 3-446-12623-6.

1980–1989
- Der bedrohte Friede. Politische Aufsätze 1945–1981, Hanser, München 1981, ISBN 3-446-13454-9.
  - als Taschenbuch: dtv, München 1983, ISBN 3-423-10182-2.
- Wahrnehmung der Neuzeit. Hanser, München 1983, ISBN 3-446-13856-0.
- Die Seligpreisungen. Ein Glaubensgespräch (mit Pinchas Lapide), Calwer, 1985, ISBN 3-7668-0656-4.
  - als Taschenbuch: dtv, München 1985, ISBN 3-423-10498-8.
- Aufbau der Physik. Hanser, München 1985, ISBN 3-446-14142-1.
  - als Taschenbuch: dtv, München 1988, ISBN 3-423-04632-5.
- Die Zeit drängt. Das Ende der Geduld. Hanser, München 1986, ISBN 3-446-14650-4.
- Die Unschuld der Physiker? Ein Gespräch mit Erwin Koller. Pendo, Zürich 1987, ISBN 3-85842-142-1.
- Bewußtseinswandel. Hanser, München 1988, ISBN 3-446-14649-0.
  - als Taschenbuch: dtv, München 1991, ISBN 3-423-11388-X.

Nach 1990
- Bedingungen der Freiheit. Reden und Aufsätze 1989–1990, Hanser, München 1990, ISBN 3-446-16047-7.
- (als Hrsg.): Die Zukunft des Friedens in Europa. Politische und militärische Voraussetzungen, Hanser, München 1990, ISBN 3-446-15743-3.
- Der Mensch in seiner Geschichte. Hanser, München 1991, ISBN 3-446-16361-1.
  - als Taschenbuch: dtv, München 1993, ISBN 3-423-30378-6.
- Die Sterne sind Gaskugeln und Gott ist gegenwärtig. Herder (Spektrum), Freiburg 1992, ISBN 3-451-04077-8.
- Zeit und Wissen. Hanser, München 1992, ISBN 3-446-16367-0.
  - als Taschenbuch: dtv, München 1995, ISBN 3-423-04643-0.
- Der bedrohte Friede – heute. Hanser, München 1994, ISBN 3-446-17697-7.
- Große Physiker. Von Aristoteles bis Werner Heisenberg, Hanser, München 1999, ISBN 3-446-18772-3.
  - als Taschenbuch: dtv, München 2002, ISBN 3-423-33078-3.

#### Gesammelte Werke und Briefe
- C. F. v. Weizsäcker im Kontext. Gesammelte Werke auf CD-ROM, hrsg. Michael Drieschner, Worm, Berlin 2011, ISBN 978-3-932094-79-8.
- Major Texts in Physics (Hrsg. Michael Drieschner). Springer Briefs on Pioneers in Science and Practice 22, Springer 2014, ISBN 978-3-319-03667-0.
- Major Texts in Philosophy (Hrsg. Michael Drieschner). Springer Briefs on Pioneers in Science and Practice 23, Springer 2014
- Major Texts on Religion (Hrsg. Konrad Raiser). Springer Briefs on Pioneers in Science and Practice 24, Springer 2014
- Major Texts on Politics and Peace Research (Hrsg. Ulrich Bartosch), Springer Briefs on Pioneers in Science and Practice 25, Springer 2015
- Lieber Freund! Lieber Gegner! Briefe aus fünf Jahrzehnten (Eginhald Hora, Hrsg.), Hanser, München 2002, ISBN 3-446-20150-5.

## Film
- 1976: Wege aus der Gefahr. Film von Ebbo Demant über Carl Friedrich von Weizsäcker. Deutschland (SWF).
- 1976: Klaus Peter Dencker im Gespräch mit Carl Friedrich von Weizsäcker. Eine Produktion des Saarländischen Rundfunks/Fernsehen (15 Minuten).
- In dem Fernsehfilm Ende der Unschuld wird die Figur Carl Friedrich von Weizsäcker durch Götz Schubert dargestellt.
- 2015: In der 6-teiligen norwegischen Fernsehserie vom NRK Kampf ums schwere Wasser (Kampen om tungtvannet) wird die Figur Carl Friedrich von Weizsäcker durch David Zimmerschied dargestellt.
- 2017: Kreisgang – Ein Film über Carl Friedrich von Weizsäcker. Forum Humanum; Eva-Maria Weerts Filmproduktion / Elisabeth Raiser (Regie).